# نمودار نیمه لگاریتمی

نمونه‌ای از یک نمودار نیمه لگاریتمی؛ در اینجا محور افقی در مقیاس خطی است و محور عمودی در مقیاس لگاریتمی (بر پایهٔ ۱۰) نمایش یافته‌است.

در علم و مهندسی، نمودار نیمه لگاریتمی یک نوع نمودار است که در آن یکی از محورها در مقیاس لگاریتمی است ولی محور دیگر در مقیاس خطی است. این نوع نمودار برای نمایش رشد نمایی یک پدیده به کار می‌رود و همچنین وقتی گسترهٔ مقادیر یک متغیر خیلی بزرگ باشد نیز کاربرد دارد.

## معادله
اگر متغیر {\displaystyle y} رابطهٔ تابع نمایی با متغیر {\displaystyle x} داشته باشد، این رابطه را می‌توان با استفاده از لگاریتم به یک رابطه خطی تبدیل کرد:
{\displaystyle \log _{a}y=\gamma x+\log _{a}\lambda .}
در این معادله، شیب خط برابر با {\displaystyle \gamma } و عرض از مبدأ آن برابر با {\displaystyle \log _{a}\lambda } است و {\displaystyle a} پایهٔ لگاریتم را نشان می‌دهد. در نمودارهای نیمه لگاریتمی، معمولاً از پایهٔ ۱۰ استفاده می‌شود.